# Nicolaus Grohmann
Nicolaus Grohmann, o Groman o Gromann (1500 – Gotha, 29 novembre 1566), è stato un architetto tedesco.

## Biografia
Non si hanno informazioni sicure riguardanti il suo percorso di formazione, anche se alcuni storici dell'arte e dell'architettura ipotizzano che potrebbe essere stato allievo di Konrad (o Kunz ) Krebs ( † 1540 a Torgau) e di Andreas Günter ( † 1542 a Torgau).
La sua prima residenza nota fu, nel 1544, la casa denominata Weida a Gotha, mentre sei anni dopo si trasferì a Weimar.
La sua prima opera documentata è la cappella del castello Hartenfels a Torgau (1543), che si rivelò un modello di riferimento per l'architettura tedesca protestante di quel periodo. Martin Lutero si impegnò di persona a seguire i lavori di completamento della struttura.

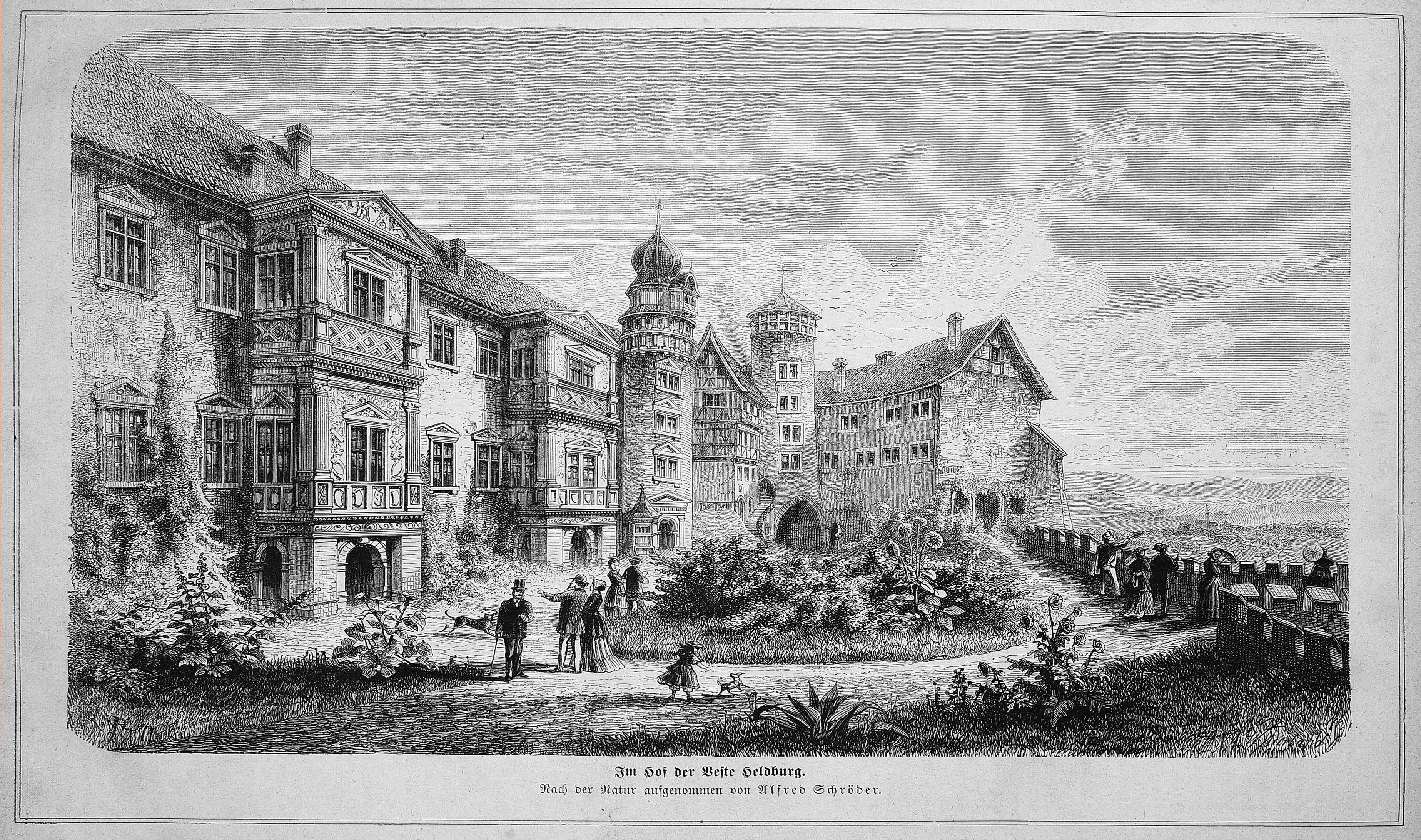
Castello di Veste Heldburg nel 1872

Si specializzò soprattutto nella progettazione e realizzazione di castelli: nel 1549 contribuì alla costruzione del castello di Roda, due anni dopo quello di caccia detto 'Felice ritorno' presso Wolfersdorf; nel 1553 fortificò la località di Gotha edificando anche il castello Gimmenstein; dal 1560 al 1564 ultimò quello di Heldburg in stile francese; dal 1562 il castello di Weimar, trasformato nella biblioteca Duchessa Anna Amalia nel 1760; dal 1572 fu nominato capomastro al castello di Augustunburg.
Tra le altre opere significative si possono citare: la ristrutturazione della chiesa del collegio di Jena, i palazzi municipali di Altenburg, considerato il lavoro più importante eseguito da Grohmann, e di Gera.
A Grohmann gli storici dell'arte e dell'architettura hanno attribuito numerose realizzazioni minori, come cancellate, portali e balconi, collocati in varie strutture.
Uno dei maggiori meriti di Grohmann fu quello di introdurre lo stile rinascimentale in Germania.